# Вировско
Вѝровско е село в Северозападна България. То се намира в община Враца, област Враца.

## География
Вировско се намира в източната част на голямата Пещенска котловина, оградена на юг от бърдо Веслец, а на север – от високия рид Стръница и Борованската могила – последните възвишения от Предбалкана. На запад котловината се ограничава от самотната височина Милин камък (460 м), а на изток – от разклоненията на сливащите се Веслец и Стръница. Борованската могила е висока 424 м, а връхната точка в северозападната част на Стръница – Горелата могила е 425 м. В тектонско отношение Пещенската котловина влиза в обсега на Мраморенско-Каменополската част на Белоградчишкия антиклинорий. Тук основната структура е Мраморенската антиклинала, която може да се проследи на изток от р. Ботуня, северно от Милин камък, през Каменополското възвишение до долината на р. Искър южно от с. Реселец. Веслец, от една страна, и Борованската могила и Стръница, от друга – представляват южното и северното бедро на Мраморенската антиклинала.
Землището на селото обхваща 23 364 дка площ. От тях 13540 дка са ниви, 262 дка – лозя, 1905 дка – ливади и 2812 дка – пасища. Горите заемат 2943 дка. Останалата земя е необработваема – населено място, стопански двор, пътища, язовири, речни корита и други. Билото, Велчов връх, Брега и Припека, Могилата и Байнов брег, Дедова могила и Чуй петел придават вълнообразен характер на землището на селото. По-обширни равнинни места са Ливагето, Парцелите, Селския лъг, Мрътвинъта, Турска поляна и Чешменското равнище чак до Чутората. Там се намират ливадите и нивите на кооперативното стопанство.
Силно пресечената местност на района е богата на подпочвени води, много извори и потоци, които в низините образуват вирове и вирчета. От тях селото е получило името си. През Вѝровско тече рекичката Вѝровчица, която е десен приток на р. Скът.

## История
Близо до извора Вълкан се намират останките на тракийско селище и светилище. Тук е намерена голяма оброчна плоча с релефно изображение на източния бог Митра, който е пренесен по нашите земи от римските войници. През 1979 г. археолози от музея във Враца откриват в местността Турска поляна сребърно монетно съкровище от 552 броя римски денари, които имат последни емисии от средата на III в. Тази монетна находка отразява първото готско нашествие в земите на траките през римска власт.
Вѝровско е основано още преди XIV в. с днешното си име. Споменава се в османски регистър за войнуци с дата 1548 г. и 1715 г.
Първото училище е открито през 1850 г., а през 1890 година е завършена църквата „Свети Георги“. Зографията в нея е дело на дебърския майстор Велко Илиев.
При избухването на Балканската война в 1912 година 2 души от Вировско са доброволци в Македоно-одринското опълчение. Общо 150 души от Вировско участват в Балканската война, 10 от тях загиват. В Първата световна война са мобилизирани 180 човека и загиват 14.

## Население
Преброяване на населението през 2011 г.
Численост и дял на етническите групи според преброяването на населението през 2011 г.:
|                     | Численост | Дял (в %) |
| Общо                | 304       | 100,00    |
| Българи             | 255       | 83,88     |
| Турци               | 0         | 0,00      |
| Цигани              | 44        | 14,47     |
| Други               | 0         | 0,00      |
| Не се самоопределят | 0         | 0,00      |
| Неотговорили        | 4         | 1,31      |

## Личности
Родени във Вировско
- Георги К. Баджовски (Бажовски) – македоно-одрински опълченец в 15 щипска дружина.[6]
- Георги Коцов – 27-годишен, македоно-одрински опълченец в четата на Кочо Хаджиманов, носител на бронзов медал.[7]
- Петър Петров (р. 1961 г.) – български футболист